# 中国国家棒球队
中国棒球代表队是代表中國的棒球代表隊，雖然起步較晚，被認為實力僅次於亞洲傳統三強（日本、中華台北、韓國）。

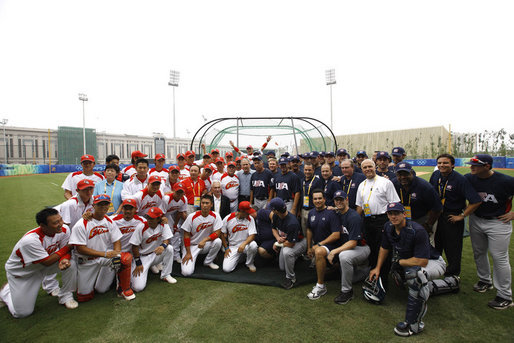
2008年北京奧運時，中國隊與美國隊賽前合影。

2008年北京奧運，於突破僵局制的延長賽（12局）中以8:7首度在國際一級賽事中擊敗中華台北隊。2009年世界棒球經典賽，以4:1擊敗中華台北隊。（也是中華台北隊第二次於正式國際賽敗給中國隊）
曾於第23屆、第29屆亞錦賽獲得季軍，兩次銅牌戰的對手皆是南韓隊（目前在亞錦賽的最佳成績）。

## 國際賽成績

### 世界棒球經典賽
| 會內賽    | 會內賽    | 會內賽    | 會內賽 | 會內賽 | 會內賽 | 會內賽 |          | 資格賽   | 資格賽   | 資格賽   | 資格賽 |
| 年份      | 輪        | 名次      | 勝     | 負     | 得分   | 失分   | 勝       | 負       | 得分     | 失分     |        |
| --------- | --------- | --------- | ------ | ------ | ------ | ------ | -------- | -------- | -------- | -------- | ------ |
| 2006      | 預賽      | 15        | 0      | 3      | 6      | 40     | 未舉行   | 未舉行   | 未舉行   | 未舉行   |        |
| 2009      | 第一輪    | 11        | 1      | 2      | 4      | 19     | 未舉行   | 未舉行   | 未舉行   | 未舉行   |        |
| 2013      | 第一輪    | 12        | 1      | 2      | 7      | 19     | 自動晉級 | 自動晉級 | 自動晉級 | 自動晉級 |        |
| 2017      | 第一輪    | 16        | 0      | 3      | 1      | 24     | 自動晉級 | 自動晉級 | 自動晉級 | 自動晉級 |        |
| 2023      | 第一輪    | 20        | 0      | 4      | 10     | 50     | 自動晉級 | 自動晉級 | 自動晉級 | 自動晉級 |        |
| 2026      | 未晉級    | 未晉級    | 未晉級 | 未晉級 | 未晉級 | 未晉級 | 0        | 3        | 5        | 32       |        |
| 總和：5/6 | 總和：5/6 | 總和：5/6 | 2      | 14     | 28     | 152    | 0        | 3        | 5        | 32       |        |

## 近期球員名單

### 2026年世界棒球經典賽資格賽
| - 投手 - 趙倫（前密爾瓦基釀酒人1A） - 索旭迪（北京猛虎） - 吳海正（北京猛虎） - 趙偉（四川蛟龍） - 伊健（廣東獵豹） - 吳昌晨（波士頓紅襪高1A） - 李雨洋（四川蛟龍） - 孫廣軒（天津雄獅） - 張銘鑫（山東藍鯨） - 孫易聰（奧格斯塔納大學） - 周（天津雄獅） - 張彥倫（美國獨盟） - 王翔（上海金鷹） - 華旦才讓（廣東獵豹） | - 捕手 - 李寧（上海金鷹） - 王帥（天津雄獅） - 周奕（廣東獵豹） | - 內野手 - 陸昀（北京猛虎） - 楊晉（上海金鷹） - 吳啟銳（廣東獵豹） - 陳嘉績（天津雄獅） - 羅錦駿（廣東獵豹） - 胡天元（北京猛虎） | - 外野手 - 杜楠（天津雄獅） - 班傑明（美國獨盟） - 梁培（北京猛虎） - 邢文彬（四川蛟龍） - 朱旭東（江蘇鉅馬） |

## 著名球员
- 江曉宇
- 焦益
- 羅衛軍
- 魏崢
- 呂建剛
- 陳坤
- 王楠
- 王偉
- 張力